# Radomka (Ukraina)
Radomka (ukr. Радомка) – wieś na Ukrainie, w obwodzie czernihowskim, w rejonie koriukowskim, w hromadzie Chołmy. W 2001 liczyła 741 mieszkańców.